# Wykładnia rozszerzająca
Wykładnia rozszerzająca (łac. interpretatio extensiva) – wykładnia prawa, której wynik jest szerszy od literalnego (dosłownego, „bezpośredniego”) znaczenia zinterpretowanego tekstu prawnego.
Obranie wykładni rozszerzającej może być uzasadniane tym, że prawodawca powiedział mniej niż zamierzał powiedzieć (minus dixit quam voluit).
W przypadku wykładni rozszerzającej dochodzi do rozszerzenia zakresu zastosowania lub normowania normy, jaka daje się zbudować z interpretowanego tekstu prawnego.
Za punkt odniesienia może tu też zostać obrane nie dosłowne (literalne, „bezpośrednie”) znaczenie interpretowanego tekstu prawnego, ale możliwe znaczenie językowe tego tekstu.